# رومشیشکس
رومشیشکس (به لاتین: Rumšiškės) یک منطقهٔ مسکونی در لیتوانی است که در شهرستان کاوناس واقع شده‌است.

## خصوصیات
رومشیشکس ۱٬۸۳۳ نفر جمعیت دارد.